# Chakna Dorjé
 (mars 2017).
Si vous disposez d'ouvrages ou d'articles de référence ou si vous connaissez des sites web de qualité traitant du thème abordé ici, merci de compléter l'article en donnant les références utiles à sa vérifiabilité et en les liant à la section « Notes et références ».
Chakna Dorjé ou  phyag na rdo rje (tibétain : ཕྱག་ན་རྡོ་རྗེ།, Wylie : phyag na rdo rje, THL : chak na dorjé, littéralement : Vajrapani ou bodhisattva à la main de diamant), parfois mal retranscrit, Phyagna Dorje, né en 1239 sur le territoire de l'actuel Sakya en Ü-tsang, décédé en 1267, est le frère cadet de Chögyal Phagpa, enseignant impérial de Kubilai Khan de la dynastie Yuan mongole, siégeant au temple Dahuguo Renwang, situé à l'emplacement de l'actuel Temple Zhenjue à Pékin. Les deux frères sont tous deux issus du clan tibétain clan Khön (tibétain : འཁོན་, Wylie : khon).
En 1247, ils suivent tous deux leur oncle paternel, Sakya Pandita, dans l'ancienne province de Liangzhou (凉州) où ils ont une entrevue avec le Mongol Godan Khan. Sakya apprécie Godan, qui le laisse étudier la langue mongole et porter des vêtements mongols.
En 1260, après l'accession de Kubilai Khan au trône, Godan donne en mariage sa fille, la princesse Mokhdun (zh), à Chakna Dorjé, conférant simultanément à celui-ci le titre de Roi de Bailan (白兰王 / 白蘭王, báilán wáng, « roi de l'orchidée blanche » ; translit. tibétain : པའི་ལེན་དབང།, Wylie : pa'i len dbang, THL : pélen wang) en 1260 et le sceau d'or (à peu près équivalent au Yamen).
En 1264, il suit de nouveau son frère Phagpa, rentre au Sakya et participe à l'élaboration du système administratif tibétain.
Il épouse alors en plus la fille de Xialu Wanhu (夏鲁万户), Kanzhuoben (坎卓本), qui lui donne un fils, Dharmapala Raksita. Ce dernier épousera la princesse Beidan (zh) (贝丹公主), fille de Qibitiemuer (启必帖木儿), fils de Godan. En 1267, Chakna Dorjé, meurt à l'âge de 29 ans, au monastère de Sakya,,